# Liacarus arcticus
Liacarus arcticus är en kvalsterart som först beskrevs av Banks 1899.  Liacarus arcticus ingår i släktet Liacarus och familjen Liacaridae. Inga underarter finns listade i Catalogue of Life.